# Men of a Certain Age
Men of a Certain Age é uma série de televisão estadunidense de comédia dramática, que estreou na TNT no dia 7 de dezembro de 2009. O programa de uma hora de duração é estrelado por Ray Romano, Andre Braugher e Scott Bakula como três melhores amigos com mais de quarenta anos de idade que lidam com as questões da meia-idade. No Brasil, a série estreou no dia 13 de julho de 2010 pelo canal pago Warner Channel.

## Enredo
A série segue os laços de amizade entre três amigos de longa data - Joe, Owen e Terry - que agora estão em seus quarenta anos. (Os personagens Joe e Terry completaram 50 anos na segunda temporada) Joe (Ray Romano) é um pai separado ligeiramente neurótico (seu filhos são Brittany Curran como Lucy, e Braeden Lemasters como Albert), que tinha a esperança de se tornar um jogador profissional, mas agora é dono de uma fonte do partido armazenar, e tem o vício de jogo. Owen (Andre Braugher) é um marido diabético estressado e pai, que trabalha em um emprego que ele odeia, em uma concessionária de automóveis detida e gerida pelo seu pai (Richard Gant), um ex-jogador da NBA. Terry (Scott Bakula) é um ator lutante. Ele nunca se casou e normalmente, namora mulheres muito mais jovens.
Na segunda temporada, o pai de Owen se aposentou e deixou Owen responsável pela concessionária, onde Terry agora trabalha como vendedor.

## Elenco principal
- Ray Romano - Joe Tranelli
- Scott Bakula - Terry Elliot
- Andre Braugher - Owen Thoreau

## Recepção da crítica
Em sua primeira temporada, Men of a Certain Age teve recepção geralmente favorável por parte da crítica especializada. Com base de 24 avaliações profissionais, alcançou uma pontuação de 79% no Metacritic. Por votos dos usuários do site, atinge uma nota de 8.6, usada para avaliar a recepção do público.

## Indicações
- 2010 - Primetime Emmy Award - Melhor Ator Coadjuvante em uma Série de Drama - Indicado - Andre Braugher